# 9533 Алєксєйлеонов
9533 Алєксєйлеонов (1981 SA7, 1973 YK2, 1985 PJ2, 9533 Aleksejleonov) — астероїд головного поясу, відкритий 28 вересня 1981 року.
Тіссеранів параметр щодо Юпітера — 3,375.